# Маріуш Павелек
Маріуш Павелек (пол. Mariusz Pawełek, нар. 17 березня 1981, Водзіслав, Польща) — польський футболіст, воротар клубу «ГКС Катовіце».
Виступав за національну збірну Польщі.
Триразовий чемпіон Польщі.

## Клубна кар'єра
У дорослому футболі дебютував 1999 року виступами за команду клубу «Одра», в якій провів шість сезонів, взявши участь у 49 матчах чемпіонату.
Своєю грою за цю команду привернув увагу представників тренерського штабу клубу «Вісла» (Краків), до складу якого приєднався 2006 року. Відіграв за команду з Кракова наступні чотири сезони своєї ігрової кар'єри. Більшість часу, проведеного у складі краківської «Вісли», був основним голкіпером команди. За цей час двічі виборював титул чемпіона Польщі.
Згодом з 2011 по 2017 рік грав у складі команд клубів «Коньяспор», «Полонія», «Чайкур Різеспор», «Адана Демірспор» та «Шльонськ».
До складу клубу «Ягеллонія» приєднався 2017 року. Станом на 29 грудня 2017 року відіграв за команду з Білостока три матчі в національному чемпіонаті.

## Виступи за збірну
2006 року дебютував в офіційних матчах у складі національної збірної Польщі.

## Досягнення
- Чемпіон Польщі:

«Вісла» (Краків): 2007—2008, 2008—2009, 2010—2011